# Dědičný kníže monacký
Dědičný kníže monacký nebo dědičná kněžna monacká je titul udělovaný zjevnému nebo předpokládanému dědici monackého trůnu od jeho oficiálního vzniku 15. května 1882. Tradičně je dědičnému knížeti (nikoli kněžně) udělen titul markýze z Baux. Stejně jako vládnoucí svrchovaný kníže a všichni ostatní členové knížecí rodiny je dědičný kníže nebo dědičná kněžna oslovován jako Jeho nebo Její Jasnost.

## Seznam dědičných knížat
| Jméno          | Období                            | Délka            |
| -------------- | --------------------------------- | ---------------- |
| Albert (I.)    | 15. května 1882 – 10. září 1889   | 7 let a 118 dní  |
| Ludvík (II.)   | 10. září 1889 – 26. června 1922   | 32 let a 289 dní |
| Šarlota        | 26. června 1922 – 30. května 1944 | 21 let a 338 dní |
| Rainier (III.) | 30. května 1944 – 9. května 1949  | 4 roky a 344 dní |
| Karolína       | 23. ledna 1957–14. března 1958    | 1 rok a 50 dní   |
| Albert (II.)   | 14. března 1958 – 6. dubna 2005   | 47 let a 23 dní  |
| Karolína       | 6. dubna 2005 – 10. prosince 2014 | 9 let a 248 dní  |
| Jakub          | 10. prosince 2014 – dosud         | 10 let a 81 dní  |